# Çankırı
Çankırı là một thành phố tỉnh lỵ (merkez ilçesi) thuộc tỉnh Çankırı, Thổ Nhĩ Kỳ. Thành phố có diện tích 1347 km² và dân số thời điểm năm 2007 là 80748 người, mật độ 60 người/km².

## Khí hậu
| Dữ liệu khí hậu của Çankırı                  | Dữ liệu khí hậu của Çankırı | Dữ liệu khí hậu của Çankırı | Dữ liệu khí hậu của Çankırı | Dữ liệu khí hậu của Çankırı | Dữ liệu khí hậu của Çankırı | Dữ liệu khí hậu của Çankırı | Dữ liệu khí hậu của Çankırı | Dữ liệu khí hậu của Çankırı | Dữ liệu khí hậu của Çankırı | Dữ liệu khí hậu của Çankırı | Dữ liệu khí hậu của Çankırı | Dữ liệu khí hậu của Çankırı | Dữ liệu khí hậu của Çankırı |
| Tháng                                        | 1                           | 2                           | 3                           | 4                           | 5                           | 6                           | 7                           | 8                           | 9                           | 10                          | 11                          | 12                          | Năm                         |
| -------------------------------------------- | --------------------------- | --------------------------- | --------------------------- | --------------------------- | --------------------------- | --------------------------- | --------------------------- | --------------------------- | --------------------------- | --------------------------- | --------------------------- | --------------------------- | --------------------------- |
| Cao kỉ lục °C (°F)                           | 15.0 (59.0)                 | 22.0 (71.6)                 | 29.0 (84.2)                 | 31.0 (87.8)                 | 35.2 (95.4)                 | 39.6 (103.3)                | 42.4 (108.3)                | 41.8 (107.2)                | 39.8 (103.6)                | 34.2 (93.6)                 | 24.4 (75.9)                 | 18.2 (64.8)                 | 42.4 (108.3)                |
| Trung bình ngày tối đa °C (°F)               | 3.9 (39.0)                  | 7.0 (44.6)                  | 12.8 (55.0)                 | 18.3 (64.9)                 | 23.5 (74.3)                 | 28.0 (82.4)                 | 32.0 (89.6)                 | 32.2 (90.0)                 | 27.5 (81.5)                 | 20.9 (69.6)                 | 12.4 (54.3)                 | 5.7 (42.3)                  | 18.7 (65.7)                 |
| Trung bình ngày °C (°F)                      | −0.4 (31.3)                 | 1.5 (34.7)                  | 6.0 (42.8)                  | 11.0 (51.8)                 | 15.9 (60.6)                 | 20.1 (68.2)                 | 23.4 (74.1)                 | 23.3 (73.9)                 | 18.5 (65.3)                 | 12.7 (54.9)                 | 5.5 (41.9)                  | 1.4 (34.5)                  | 11.6 (52.9)                 |
| Tối thiểu trung bình ngày °C (°F)            | −3.8 (25.2)                 | −2.9 (26.8)                 | 0.1 (32.2)                  | 4.2 (39.6)                  | 8.7 (47.7)                  | 12.3 (54.1)                 | 14.7 (58.5)                 | 14.6 (58.3)                 | 10.1 (50.2)                 | 5.8 (42.4)                  | 0.2 (32.4)                  | −2.0 (28.4)                 | 5.2 (41.4)                  |
| Thấp kỉ lục °C (°F)                          | −25.0 (−13.0)               | −24.0 (−11.2)               | −20.5 (−4.9)                | −8.9 (16.0)                 | −3.0 (26.6)                 | 1.6 (34.9)                  | 4.3 (39.7)                  | 4.6 (40.3)                  | −2.0 (28.4)                 | −6.3 (20.7)                 | −19.4 (−2.9)                | −18.8 (−1.8)                | −25.0 (−13.0)               |
| Lượng Giáng thủy trung bình mm (inches)      | 41.6 (1.64)                 | 31.7 (1.25)                 | 38.1 (1.50)                 | 45.2 (1.78)                 | 57.8 (2.28)                 | 45.5 (1.79)                 | 20.4 (0.80)                 | 22.9 (0.90)                 | 20.0 (0.79)                 | 32.5 (1.28)                 | 26.3 (1.04)                 | 45.9 (1.81)                 | 427.9 (16.85)               |
| Số ngày giáng thủy trung bình                | 10.40                       | 9.27                        | 9.90                        | 11.43                       | 13.40                       | 11.10                       | 4.83                        | 5.00                        | 5.17                        | 7.67                        | 7.13                        | 10.23                       | 105.5                       |
| Số giờ nắng trung bình tháng                 | 68.2                        | 107.4                       | 164.3                       | 198.0                       | 241.8                       | 282.0                       | 328.6                       | 306.9                       | 260.4                       | 189.1                       | 123.0                       | 62.0                        | 2.331,7                     |
| Số giờ nắng trung bình ngày                  | 2.2                         | 3.8                         | 5.3                         | 6.6                         | 7.8                         | 9.4                         | 10.6                        | 9.9                         | 8.4                         | 6.1                         | 4.1                         | 2.0                         | 6.3                         |
| Nguồn: Cơ quan Khí tượng Nhà nước Thổ Nhĩ Kỳ |                             |                             |                             |                             |                             |                             |                             |                             |                             |                             |                             |                             |                             |